# Disparate Youth
«Disparate Youth» es una canción de la cantautora y rapera estadounidense Santigold. La pista fue lanzada en los Estados Unidos el 14 de febrero de 2012 como el primer sencillo del segundo álbum de estudio del artista, Master of My Make-Believe (2012).

## Lista de canciones
Descarga digital

| N.º | Título            | Duración |  |
| 1.  | «Disparate Youth» | 4:44     |  |

Digital EP

| N.º | Título                                     | Duración |  |
| 1.  | «Disparate Youth»                          | 4:44     |  |
| 2.  | «Disparate Youth» (Switch Remix)           | 3:56     |  |
| 3.  | «Disparate Youth» (The 2 Bears Remix)      | 7:42     |  |
| 4.  | «Disparate Youth» (Amateur Best Remix)     | 3:38     |  |
| 5.  | «Disparate Youth» (Radio Edit)             | 3:41     |  |
| 6.  | «Disparate Youth» (SWjR & Santigold Remix) | 3:37     |  |

## Posicionamiento en listas
| Listas (2012-13)                              | Mejor posición |
| --------------------------------------------- | -------------- |
| Austria (Ö3 Austria Top 40)                   | 70             |
| Bélgica (Flandes) (Ultratip Bubbling Under)   | 38             |
| Bélgica (Valonia) (Ultratip Bubbling Under)   | 36             |
| Francia (SNEP)                                | 104            |
| Suiza (Schweizer Hitparade)                   | 55             |
| UK Singles (Official Charts Company)          | 96             |
| US Bubbling Under Hot 100 Singles (Billboard) | 9              |
| US Rock Songs (Billboard)                     | 20             |
| US Alternative Songs (Billboard)              | 27             |

## Historial de lanzamientos
| País           | Fecha                 | Formato          |
| -------------- | --------------------- | ---------------- |
| Estados Unidos | 14 de febrero de 2012 | Descarga digital |
| Reino Unido    | 9 de marzo de 2012    | Digital EP       |